# KATO Works
Kato Works Ltd. (яп. 加藤製作所 Като: сэйсакусё, «Фабрика Като») индекс на TYO: 6390 — японская компания, производитель мобильных подъёмных кранов, экскаваторов, а также другой строительной техники и промышленного оборудования.
Штаб-квартира расположена в городе Синагава, Токио. Производственные мощности располагаются на двух заводах в Японии — в префектурах Гумма и Ибараки. Также имеется завод в провинции Цзянсу, КНР.

## История
Компания ведёт свою историю с частного предприятия «Kato Iron Works» (яп. 加藤鉄工所 Като: тэкко:сё, «Чугунолитейный завод Като»), созданного в 1895 году. Изначально компания по заказу министерства железных дорог Японии занималась производством локомотивов и моторных вагонов. В 1935 году компания реорганизуется в объединённую компанию и меняет имя на «Kato Works Ltd.».
В 1938 году Kato стала производить подъёмные краны, тракторы, дорожные катки, в 1959 году наладила выпуск буровых установок и автомобильных гидравлических кранов, с 1963 года начала производство дорожной и коммунальной техники, а с 1967 года стала производить одноковшовые гидравлические экскаваторы.

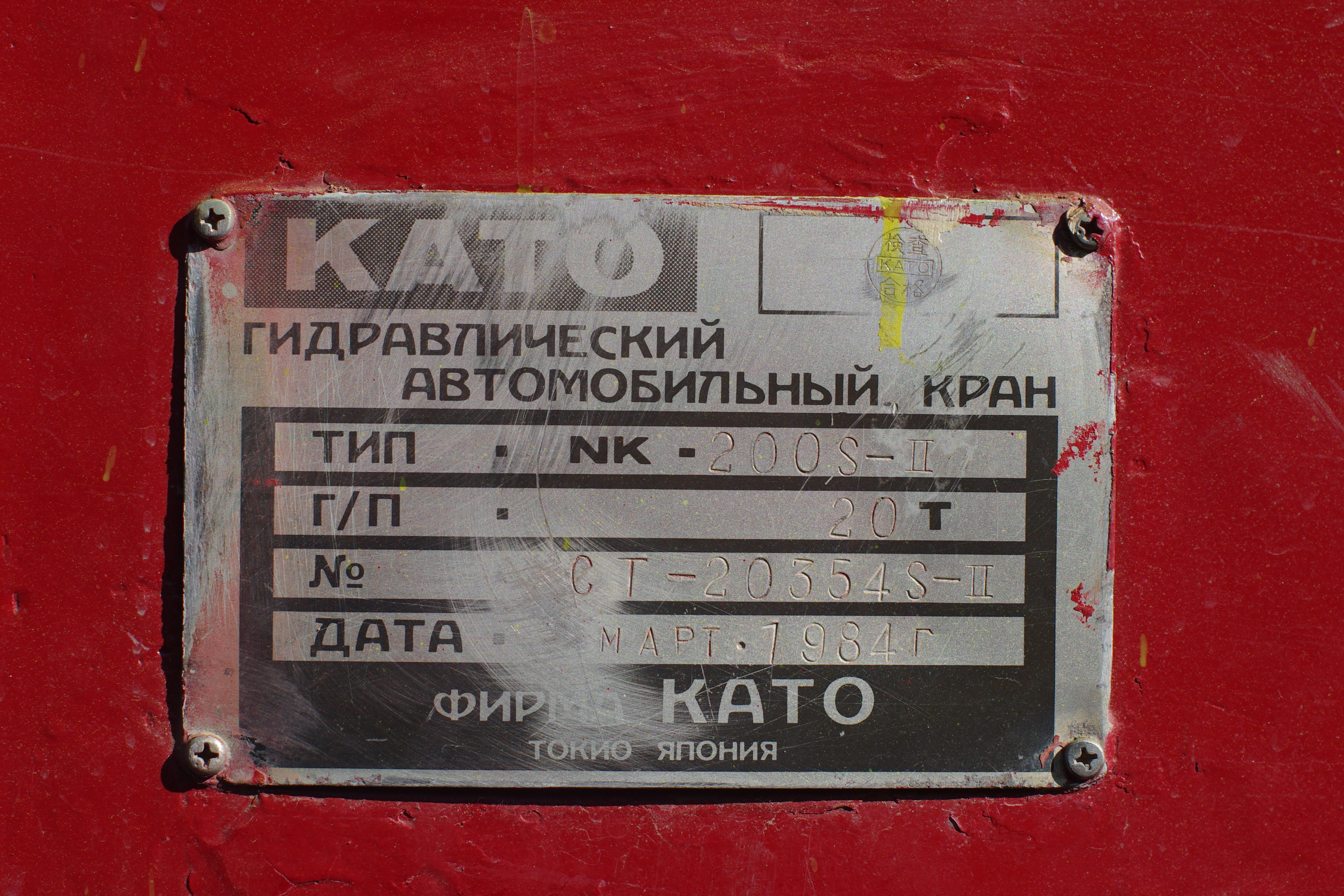
Заводская табличка автокрана KATO NK-200S-II 1984 года на русском языке

С 1970 года акции компании представлены на Токийской фондовой бирже под номером 6390. В том же году Kato начала поставлять продукцию в Советский Союз. В СССР поставлялись в основном краны грузоподъемностью от 20 до 120 тонн на самоходных спецшасси, а также гидравлические гусеничные экскаваторы. В 1986 году для строительства Байкало-Амурской магистрали компанией в СССР были поставлены свыше 800 единиц техники.

## Деятельность

### Руководство и собственники
- Кимиясу Като, Президент[1].
- Масао Като, Председатель совета директоров[1].

### Показатели деятельности
В первом полугодии 2002 года спрос на произведённые компанией гидравлические автомобильные краны в одной КНР возрос на 60 % по сравнению с 2001 годом. Общий объём продаж компании в 2004 году составил 437 млн долларов.

## Галерея

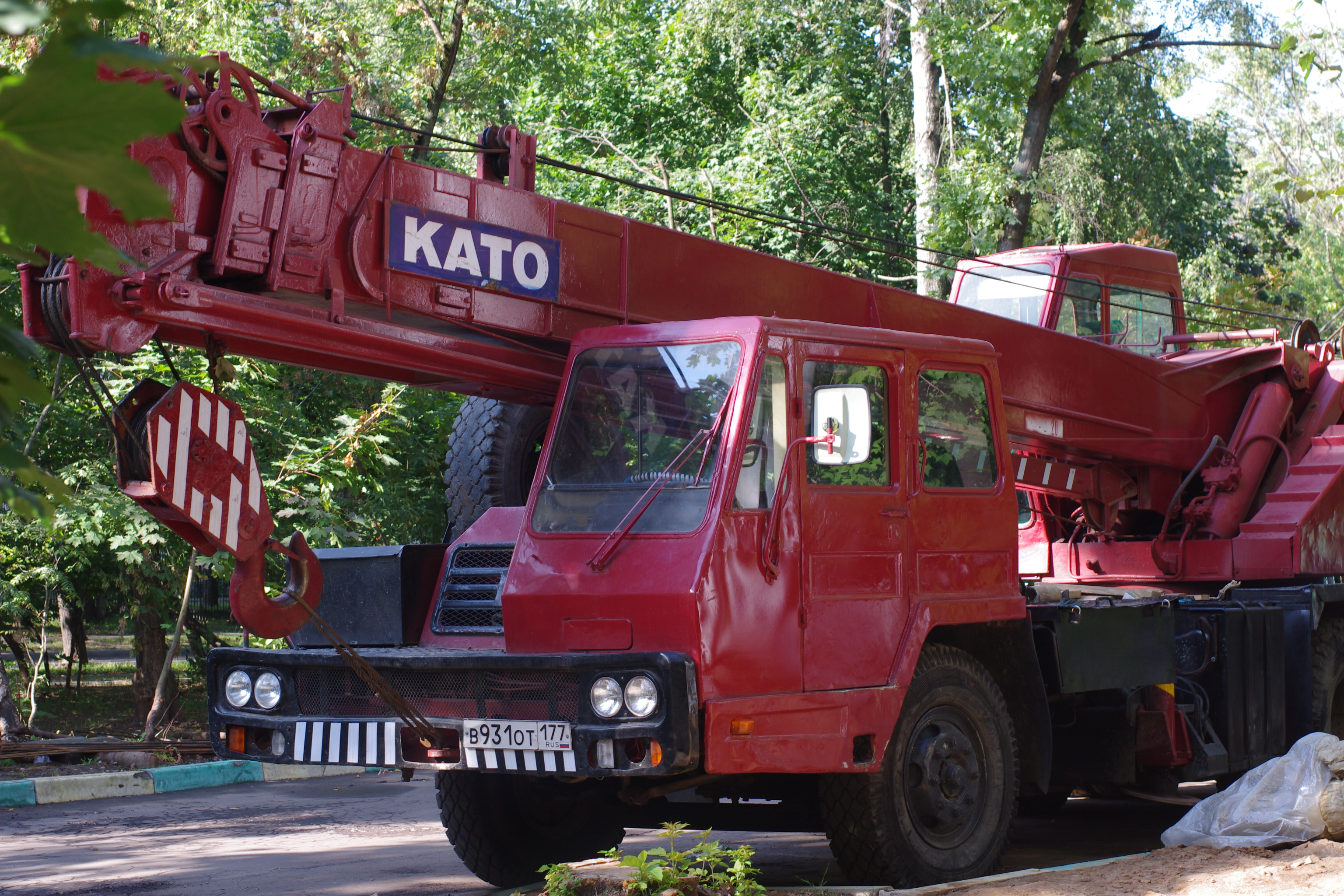
Автокран 1984 года для СССР
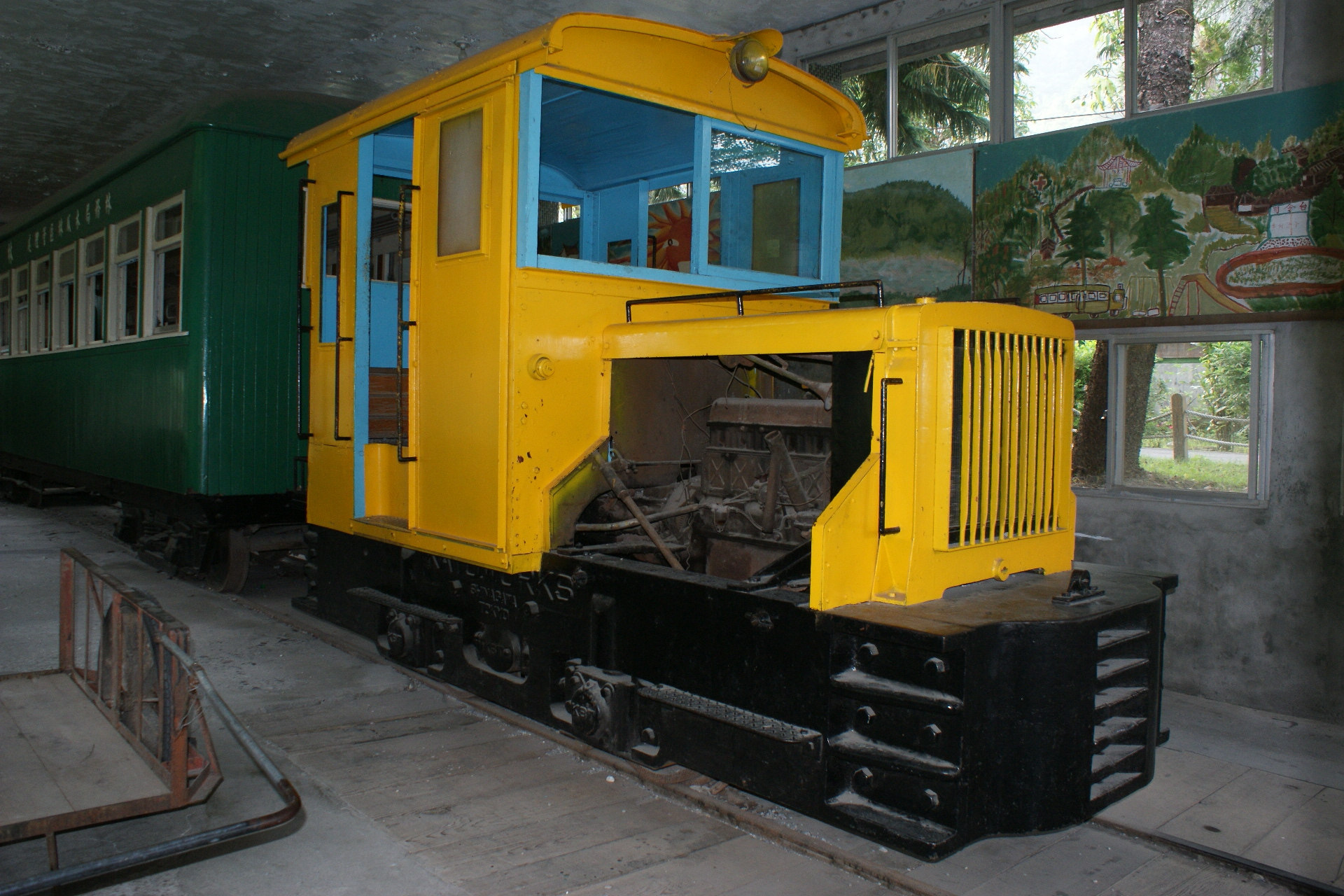
Мотовоз
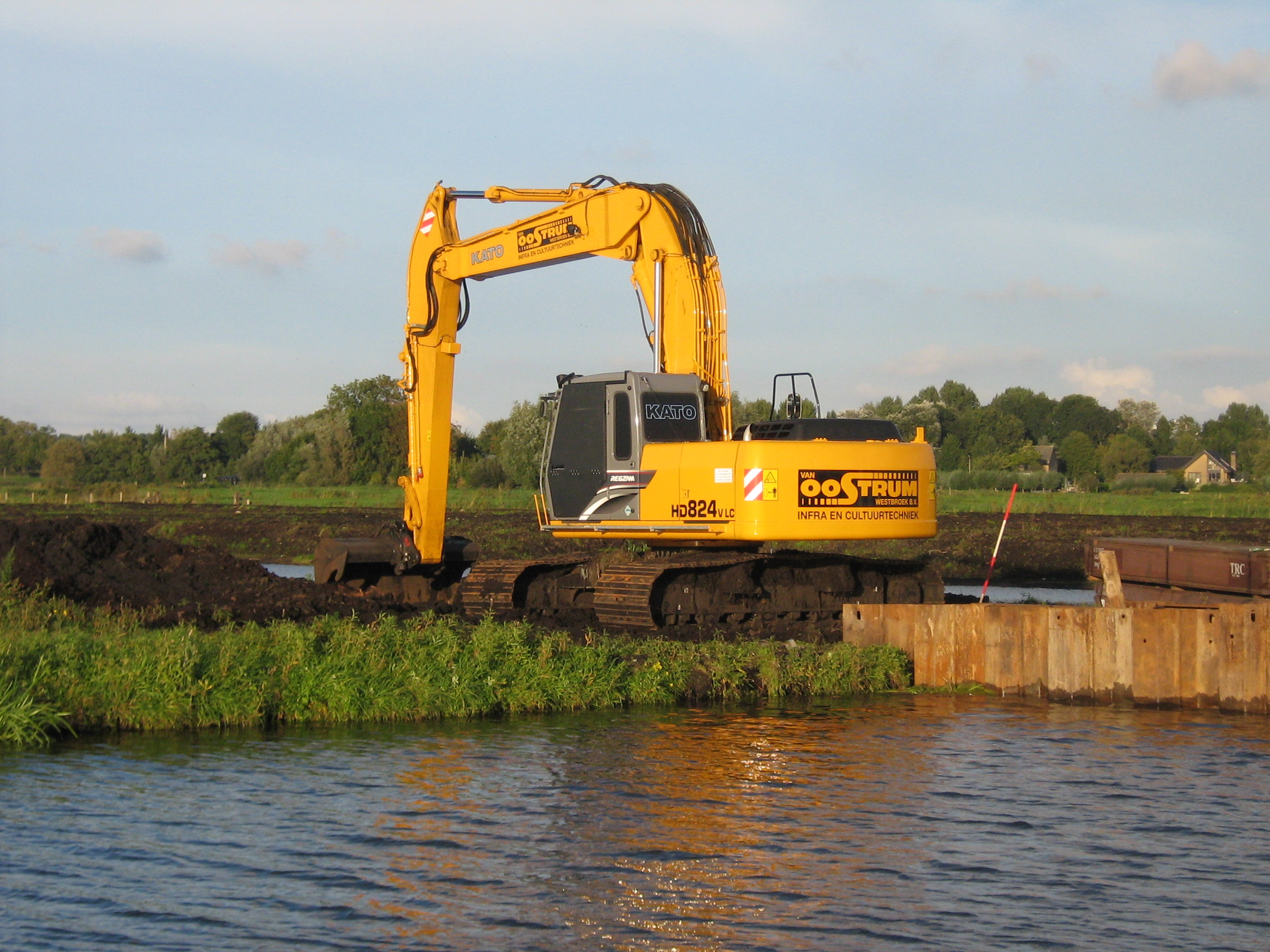
Гидравлический экскаватор
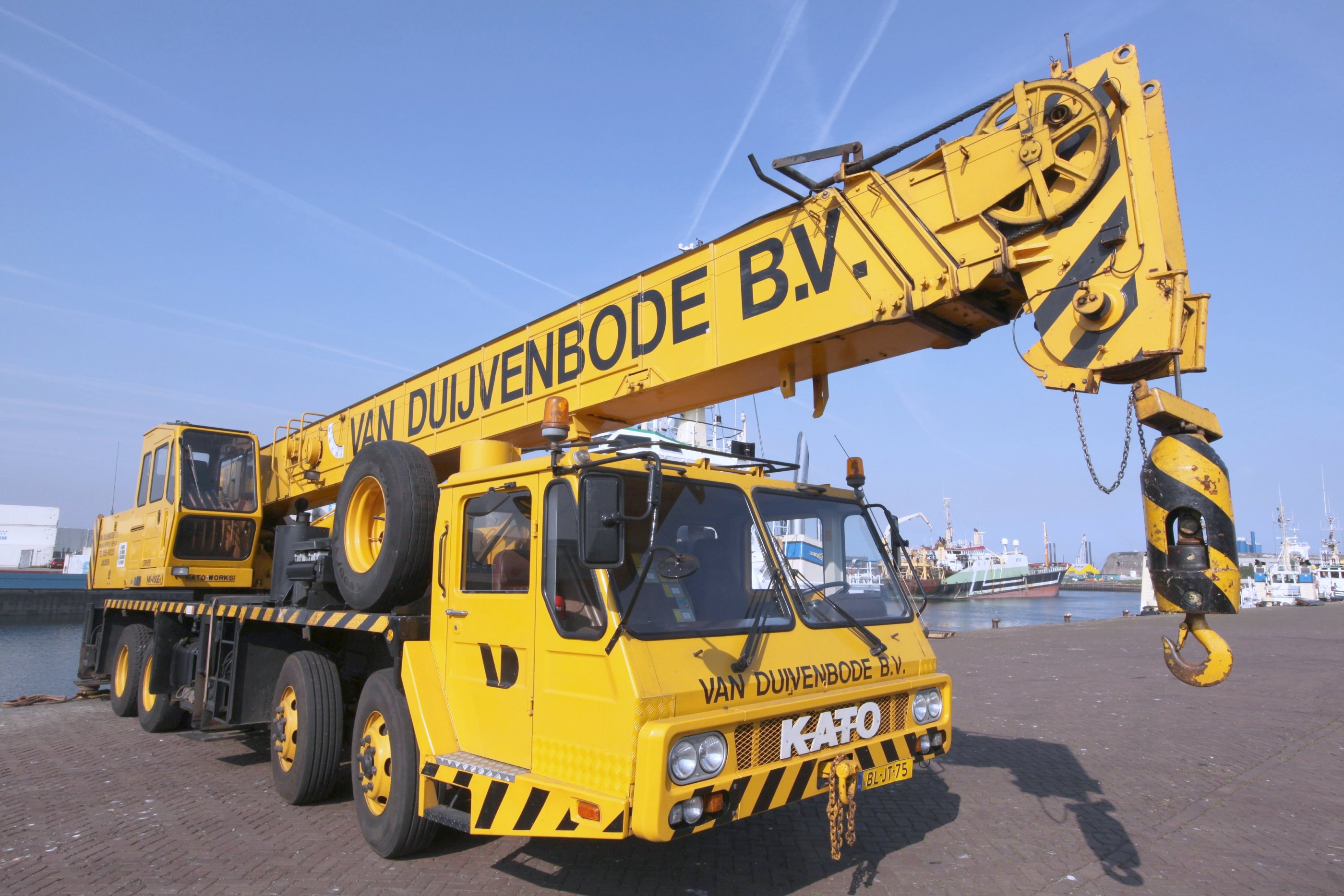
Автокран
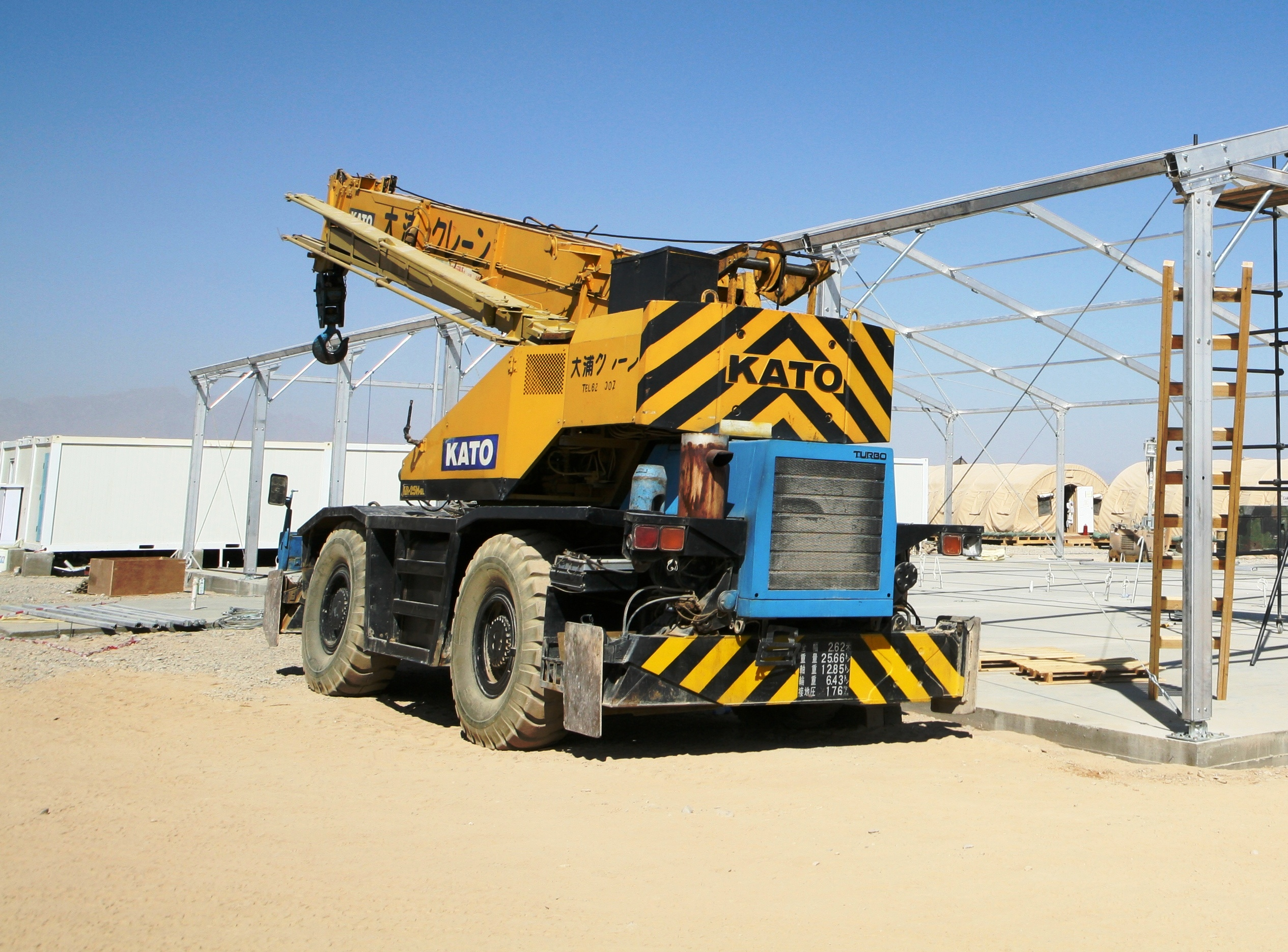
Короткобазовый кран
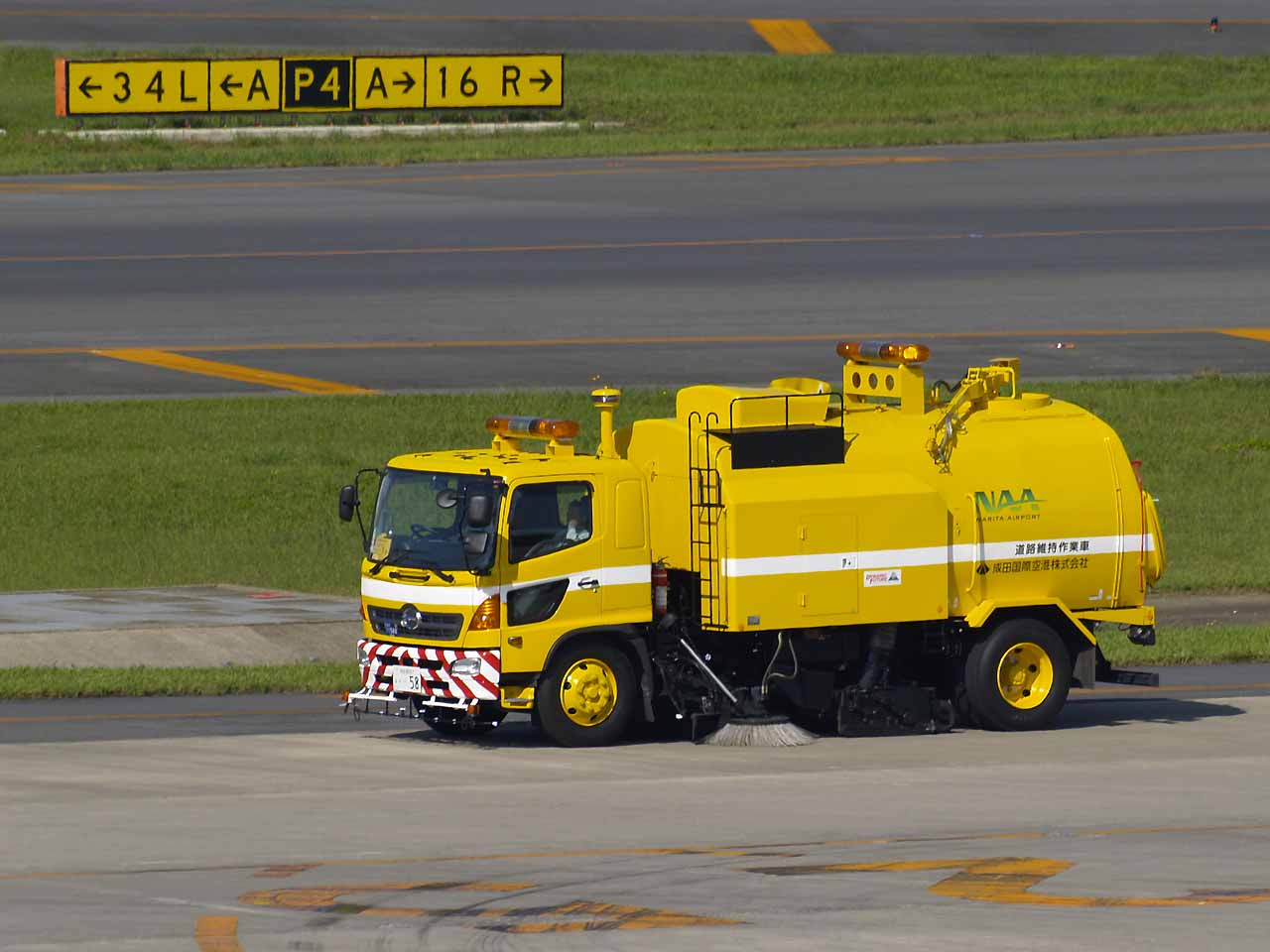
Подметальная машина